# Thyrinteina immissus
Thyrinteina immissus är en fjärilsart som beskrevs av Felder 1875. Thyrinteina immissus ingår i släktet Thyrinteina och familjen mätare. Inga underarter finns listade i Catalogue of Life.